# Villamartín de Don Sancho
Villamartín de Don Sancho és un municipi de la província de Lleó a la comunitat autònoma de Castella i Lleó. Forma part de la comarca de Sahagún.

## Demografia
| 1991 | 1996 | 2001 | 2004 |
| ---- | ---- | ---- | ---- |
| 262  | 218  | 197  | 180  |